# رستگار یوسفی
رستگار یوسفی (زاده ۱۳۴۹ جوانرود) فرماندار پیشین شهرستان جوانرود و نمایندهٔ دورهٔ دوازدهم مجلس شورای اسلامی از حوزهٔ انتخابیهٔ پاوه، جوانرود، ثلاث باباجانی و روانسر در استان کرمانشاه است که با کسب ۲۵۷۷۱ رأی و شعار انتخاباتی "رستگار خواهیم شد" به مجلس شورای اسلامی راه پیدا کرد.
رستگار یوسفی سابقه فرمانداری شهرستان ثلاث باباجانی، ریاست شورای هلال احمر اورامانات، معاونت بحران استانداری کرمانشاه و بخشداری نوسود و نودشه را در کارنامه خود دارد.

## سوابق اجرایی
- دوازدهمین نماینده اورامانات در مجلس شورای اسلامی
- فرماندار شهرستان جوانرود
- فرماندار شهرستان ثلاث باباجانی
- معاون بحران استانداری کرمانشاه
- رئیس شورای هلال احمر اورامانات
- شهردار شهر تازه آباد، شهرستان ثلاث باباجانی
- بخشدار نوسود و نودشه
- معاون فرماندار پاوه[۵]